# Макс фон Фабек
Макс фон Фабек (нім. Herrmann Gustav Karl Max von Kluck; 6 травня 1854, Берлін — 16 грудня 1916, Гарміш-Партенкірхен) — німецький воєначальник прусської та німецької імперської армії, генерал від інфантерії. Учасник Першої світової війни (1914–1918).

## Біографія
Військова кар'єра
- 1 жовтня 1871 — фенрих
- 18 жовтня 1871 — лейтенант
- 18 жовтня 1879 — обер-лейтенант
- 12 липня 1884 — гауптман
- 19 листопада 1889 — майор
- 27 січня 1896 — оберст-лейтенант
- 24 травня 1898 — оберст
- 14 листопада 1901 — генерал-майор
- 27 січня 1906 — генерал-лейтенант
- 13 січня 1910 — генерал від інфантерії

Герман Густав Карл Макс фон Фабек (нім. Herrmann Gustav Karl Max von Fabeck) народився 6 травня 1854 року в Берліні в родині прусського генерал-лейтенанта Германа фон Фабека (1816—1873) та Берти, до шлюбу фон дем Борн (1829—1910). У 17-річному віці поступив на військову службу до 1-го пішого гвардійського полку прусської армії. 18 жовтня 1871 року отримав перше офіцерське звання лейтенант.
З лютого 1876 до жовтня 1878 року викладач у військовому училищі в Меці. 1878—1879 роках навчався у Прусській військовій академії. 1882 році отримав призначення до Генерального штабу Німеччини, 12 липня 1884 року отримав звання гауптман. З 1886 року служив офіцером генерального штабу у 28-й дивізії в Карлсруе. З грудня 1887 року на штабних посадах у військовому міністерстві Німецької імперії.
У 1889 році продовжив службу в штабі VI армійського корпусу в Бреслау. З 1893 року М. фон Фабек командував батальйоном у 10-му гренадерському полку Фрідріха Вільгельма II у Шведніці. Надалі проходив службу в штабі 11-го армійського корпусу в Касселі. 24 травня 1898 року підвищений в оберсти та отримав у своє підпорядкування 78-й піхотний полк герцога Фрідріха Вільгельма фон Браунгшвейгського з дислокацією в Оснабрюку. З 1901 року командував 25-ю піхотною бригадою 13-ї дивізії в Мюнстері.
14 листопада 1901 року М. фон Фабеку присвоєне чергове звання генерал-майор, а 27 січня 1906 року — генерал-лейтенант. 10 квітня 1906 року він очолив 28-му піхотну дивізію Імперської армії Німеччини у Страсбурзі.
13 січня 1910 року М. фон Фабек став генералом від інфантерії, а за два тижні очолив XV армійський корпус, що також мав штаб у Страсбурзі. 1 березня 1913 року генерала перевели до Штутгарта, де він прийняв командування XIII Королівським Вюртемберзьким корпусом.
На початок Великої війни генерал М. фон Фабек командував своїм корпусом, що входив до 5-ї армії кронпринца Вільгельма. До складу XIII Королівського корпусу входили 26-та (генерал-майор В. Урах) та 27-ма дивізії (генерал-майор Ф. фон Пфейль), а також частини корпусного складу. З серпня 1914 року об'єднання билося на Західному фронті, брало участь у Прикордонній битві. Під час боїв у так званому «бігу до моря» корпус передали в підпорядкування командувачу 6-ї армії генерал-полковника Рупрехта Баварського, де німецькі війська намагалися обійти французькі сили з флангу. Згодом бої на Марні. У жовтні 1914 року генералу М. фон Фабеку доручили створити на основі його корпусу тимчасову армійську групу Фабека.
31 жовтня 1914 року німці здійснили потужну спробу провести наступ у Фландрії, сподіваючись прорватися до моря і захопити французькі порти Кале і Дюнкерк. У наступ перейшла, розгорнута на південний схід від Іпра на ділянці Верник — Делемон армійська група під командуванням генерала М. фон Фабека, що складалася з шести дивізій. Однак домогтися великого успіху німцям не вдалося. Просунувшись вперед на кілька кілометрів, вони були зупинені британськими військами. Як пише один із німецьких військових істориків, наступ групи Фабека захлинулося, тому що «англійці підтягнули до лінії фронту дві свіжі дивізії». Насправді на шляху німців встали поріділі батальйони Вустерширського, Глостерширського, Уельського, Суссекського, Нортгемптоншірського, Оксфордшірського, Бекінгемшірського, 60-го стрілецького і Шотландського полків. Зупинити наступ німців англійцям знову допомогла влучна і добре організована стрільба. 3 листопада німецьке командування ухвалило рішення тимчасово перейти до оборони. До лінії фронту на посилення армійської групи фон Фабека рухалися свіжі частини, прибуття яких намічалося до 10 листопада.
До 10 листопада німці зуміли сформувати дві ударні групи: армійську групу під командуванням генерала Лінзінгена, що складалася з двох корпусів, і армійську групу генерала Фабека, що складалася з трьох корпусів: 15-го, 2-го Баварського й корпусу Ураха. Перед А. Лінзінгеном і фон Фабеком було поставлене завдання прорвати оборону противника на східних і південно-східних підступах до Іпру. Однак, внаслідок неузгоджених дій ударних груп, задумана німцями операція успіхом не відзначилася і кайзерівська армія перейшла до позиційної оборони на цій ділянці фронту.
9 березня 1915 року генерала від інфантерії М. фон Фабека перекинули з часткою сил на Східний фронт, де він прийняв 11-ту армію, яка мала наступати в Литві. У квітні 1915 року він поміняв на посади командувача 1-ї армії генерал-полковника А.фон Клюка, що билася на Заході.
23 серпня 1915 року М. фон Фабек відзначений кайзером за свої успішні дії на першому етапі війни у Північній Франції під Ле-Като, Монсом та на Марні, вищим орденом Pour le Mérite. У вересні 1915 року його знову перевели на Східний фронт, де призначили командувати 12-ю армією. 22 вересня 1915 року 12-та армія була перекинута на Балканський фронт до Сербії, надаючи допомогу 11-й армії, що готувалася до стратегічного наступу на цьому напрямку. 29 вересня 1915 штаб знову був перенесений на Східний фронт до Ліди. 9 жовтня 1916 року армію розформували, а її командувач генерал від інфантерії Макс фон Фабек очолив 8-му армію.
22 жовтня 1916 року генерал М. фон Фабек залишив посаду командувача за станом здоров'я. Через важку хворобу він був госпіталізований у Гарміш-Партенкірхені. Але 16 грудня 1916 року, страждаючи від хвороби, покінчив життя самогубством.

## Нагороди
- Орден Вюртемберзької корони, великий хрест
- Орден Церінгенського лева, великий хрест
- Орден «За військові заслуги» (Баварія), великий хрест
- Орден Філіппа Великодушного, великий хрест
- Орден Червоного орла, великий хрест з дубовим листям
- Орден Корони (Пруссія) 1-го класу
- Хрест «За вислугу років» (Пруссія)
- Орден Альберта (Саксонія), великий хрест
- Орден Корони Італії, командорський хрест
- Орден Корони Румунії, великий хрест
- Залізний хрест 2-го і 1-го класу
- Орден «За військові заслуги» (Вюртемберг), командорський хрест (1 листопада 1914)
- Pour le Mérite (23 серпня 1915)